# Masashi Motoyama
Masashi Motoyama (本山 雅志, Motoyama Masashi) est un footballeur japonais né le 20 juin 1979 dans la préfecture de Fukuoka au Japon.